# Projects in the Jungle
Projects in the Jungle è il secondo album in studio del gruppo musicale statunitense Pantera, pubblicato nel 1984 dall'etichetta Metal Magic Records.

## Tracce
1. All Over Tonight
2. Out for Blood
3. Blue Light Turnin' Red
4. Like Fire
5. In Over My Head
6. Projects in the Jungle
7. Heavy Metal Rules!
8. Only a Heartbeat Away
9. Killers
10. Takin' My Life

## Formazione
- Terrence Lee - voce, tastiera
- Diamond Darrell Lance - chitarra
- Rex Rocker - basso
- Vincent Paul - batteria